# Ofelaš
Ofelaš é um filme de drama norueguês de 1987 dirigido e escrito por Nils Gaup e John M. Jacobsen. Foi indicado ao Oscar de melhor filme estrangeiro na edição de 1988, representando a Noruega.

## Elenco
- Nils Utsi - Raste
- Anna Maria Blind - Varia
- Ingvald Guttorm - pai de Aigin
- Ellen Anne Bulj - mãe de Aigin
- Inger Utsi - irmã de Aigin
- Henrik H. Buljo - Dorakas
- Nils-Aslak Valkeapää - Siida-Isit